# José María Morelos y Pavón, Calakmul
José María Morelos y Pavón är en ort i Mexiko.   Den ligger i kommunen Calakmul och delstaten Campeche, i den östra delen av landet, 1 100 km öster om huvudstaden Mexico City. José María Morelos y Pavón ligger 98 meter över havet och antalet invånare är 365.
Terrängen runt José María Morelos y Pavón är huvudsakligen platt, men åt nordväst är den kuperad. Runt José María Morelos y Pavón är det glesbefolkat, med 11 invånare per kvadratkilometer. Närmaste större samhälle är Santo Domingo, 15,9 km nordväst om José María Morelos y Pavón. I omgivningarna runt José María Morelos y Pavón växer i huvudsak städsegrön lövskog.